# Brüno Gehard

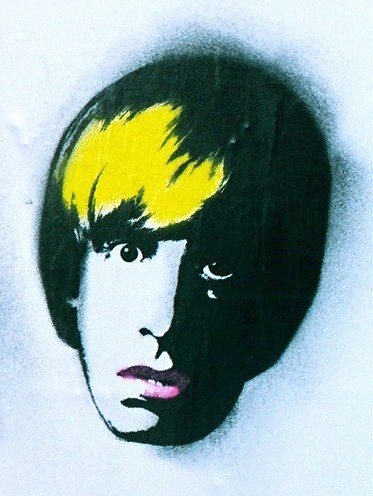
Dessin de brüno Gehard

Brüno Gehard (prononcé « gay-hard »), parfois écrit Bruno ou Brueno est un personnage de fiction autrichien interprété par l’humoriste britannique Sacha Baron Cohen, qui est apparu au cours de sketches sur The Paramount Comedy Channel, en 1998, avant de réapparaître sur le Da Ali G Show.
Après le succès d’Ali G et de Borat, leçons culturelles sur l'Amérique au profit glorieuse nation Kazakhstan, Universal Studios acquit les droits pour faire sortir en juillet 2009 un long métrage.

## Film
Il apparaît dans le film Brüno.